# コロルノ
コロルノ（伊: Colorno）は、イタリア共和国エミリア＝ロマーニャ州パルマ県にある、人口約9,000人の基礎自治体（コムーネ）。

## 地理

### 位置・広がり

#### 隣接コムーネ
隣接するコムーネは以下の通り。括弧内のCRはクレモナ県 所属を示す。
- カザルマッジョーレ (CR)
- グッソーラ (CR)
- マルティニャーナ・ディ・ポー (CR)
- ソルボロ・メッツァーニ (メッツァーニ)
- シッサ・トレカザーリ
- トッリーレ

### 気候分類・地震分類
コロルノにおけるイタリアの気候分類 (it) および度日は、zona E, 2494 GGである。
また、イタリアの地震リスク階級 (it) では、zona 3 (sismicità bassa) に分類される。

## 行政

### 分離集落
コロルノには、以下の分離集落（フラツィオーネ）がある。
- Copermio, Mazzabue, Mezzano Rondani, Sacca, Sacchetta, Sanguigna, Trai, Vedole, Bezze Inferiore